# Posición Weaver

Imagen de la posición weaver

La posición Weaver es una técnica de disparo para armas cortas. Fue desarrollada por el Ayudante del Sheriff Jack Weaver del condado de Los Ángeles en los torneos de estilo libre en el sur de California durante la década de 1950.

## Descripción
La posición Weaver tienen dos componentes principales:
1. El primer componente es una técnica de dos manos en la cual la mano dominante empuña la pistola o revólver mientras que la mano de apoyo envuelve a la otra. El codo del brazo dominante apenas está flexionado mientras que el codo del otro brazo está notablemente flexionado hacia abajo. El tirador empuja hacia adelante con su mano dominante mientras que con la mano de apoyo tira hacia atrás. La tensión isométrica resultante tiene como objetivo reducir el relevamiento del arma al disparar.
2. El segundo componente es la posición de los pies, estando el tirador de pie, con el pie dominante por detrás del otro. Una persona diestra tendrá el pie derecho en un ángulo aproximado de cuarenta y cinco grados hacia el costado, y por detrás del hombro. La mayor parte del peso descansa sobre el pie izquierdo, con la rodilla levemente doblada hacia adelante, y la pierna derecha totalmente estirada. La parte superior del torso del tirador queda a unos cuarenta y cinco grados de la línea de tiro, y se inclina por delante de la cadera, quedando los hombros algo más adelante del pie delantero. El pie trasero ayuda a soportar el retroceso y permite también cambios rápidos de posición. Una persona zurda debe invertir las posiciones.